# Dockornas dal
För andra betydelser, se Dockornas dal (olika betydelser).
Dockornas dal (originaltitel Valley of the Dolls) är en romantisk roman av Jacqueline Susann utgiven på förlaget Cassell 1966. Boken filmatiserades 1967 och blev TV-serie 1994. Boken anses vara en av de mest kommersiellt framgångsrika romanerna någonsin.

## Bok
Dockornas dal blev en omedelbar succé när den publicerades. Den har sedan dess sålt mer än 30 miljoner exemplar. Som den första nyckelroman att uppnå denna nivå av framgång banade den väg för andra författare som Jackie Collins att illustrera verklighetens rika och berömda under en slöja av fiktion.

## Handling
Boken och filmen berättar historien om tre unga kvinnor som träffas i början av sina karriärer. Neely O'Hara är en djärv tjej med stor talang som framträder i en Broadwaypjäs tillsammans med den legendariska skådespelaren Helen Lawson. Jennifer North, en vacker blondin med begränsad talang som är en av statisterna. Anne Welles, som nyligen anlänt från New England och söker lyckan i New York och arbetar för en agentur med Helen Lawson som klient. De tre kvinnorna blir vänner och ett band mellan dem uppstår. De delar ambitioner och tendensen att falla för fel män.
I filmen åker O'Hara till Hollywood för en lukrativ filmkarriär, men faller snart offer för boktitelns "dockor": receptbelagda läkemedel, i synnerhet Seconal och Nembutal. Karriären krossas av hennes instabila beteende och hon läggs in på mentalsjukhus. Hon får en chans att återuppta sin karriär, men dragningskraften av "dockorna" är för stark, och hon hamnar i en ond spiral av ekonomiska problem.
Jennifer följde med henne till Hollywood och gifte sig med en nattklubbssångare, Tony Polar. Han drabbas av Huntingtons sjukdom, vilket medför höga utgifter för läkarvård. I boken förklarar Polars halvsyster att sjukdomen är ärftlig och övertalar Jennifer att göra abort, trots att Jennifer planerat att behålla barnet efter att hon skiljt sig från Polar, sedan han varit otrogen. Hon inleder ett förhållande med en ung senator, men när hon får diagnosen bröstcancer, upptäcker hon att även denna man endast bryr sig om hennes kropp. Hon tar sitt liv med en överdos av "dockor".
Anne lyckas bäst av de tre och blir en mycket framgångsrik modell. Även hon faller offer för "dockorna" för att försöka fly från verkligheten och sitt förhållande med sin älskare, som upprepade gånger är otrogen.
Stor del av berättandet kommer från författarens erfarenheter och observationer som en hårt arbetande skådespelare i Hollywood under tidigt 40-tal. Karaktären Neely O'Hara med överflöd av talang och självdestruktiva alkoholism och beroende av droger sägs vara baserad på Judy Garland. Garland rollbesattes som Helen Lawson (baserad på Ethel Merman), som Susann kände personligen - och ryktas ha haft ett förhållande med), tills Garlands oförutsägbara beteende ledde till hennes avsked. O'Haras behandling på mentalsjukhuset är en mildare variant av skådespelaren Frances Farmers öde. Den tragiska karaktären Jennifer North sägs vara baserad på skådespelaren och pin-upflickan Carole Landis, som var vän med bokens författare i Hollywood. Liksom Jennifer sågs Landis som en ambitiös blondin med begränsad talang, och efter en serie av misslyckade förhållanden och en stagnerande karriär tog hon sitt liv med en överdos av barbiturates. Hon sägs även vara baserad på Marilyn Monroe. Karaktären Tony Polar ryktas vara baserad på Frank Sinatra, men Susann sade i sin biografi att hon fick idén till Polar efter att ha försökt intervjua Dean Martin efter ett av hans framträdanden; han var alltför upptagen av sin serietidning för att bry sig om henne.

## Film
Filmen som följde 1967, Valley of the Dolls producerad av David Weisbart i regi av Mark Robson, fick mycket publicitet när den producerades. När den hade premiär blev den en kommersiell framgång, men ratades av kritiker. Efter mordet på Sharon Tate hade den nypremiär och blev åter en framgång. På senare år har den kommit att betraktas som en kultklassiker. Vid en visning av filmen vid Castro Theatre i San Francisco, sa Barbara Parkins till publiken "I know why you like it... because it's so bad!".
En nyinspelning gjordes 1981 för TV med titeln Jacqueline Susann's Valley of the Dolls.